# Aida Turturro
Aida Turturro (Brooklyn, 25 de setembro de 1962) é uma atriz americana mais conhecida por interpretar Janice Soprano na série dramática da HBO The Sopranos.

## Início de vida e educação
Aida Turturro nasceu em Brooklyn, no estado de Nova Iorque. Ela é filha de Dorothy, dona de casa siciliana e Domenick Turturro, artista ítalo-americano.[carece de fontes?]
Após formar-se no ensino médio, Turturro completou um bacharelado (BA) na Universidade do Estado de Nova Iorque em New Paltz.

## Carreira

### Cinema
Turturro apareceu em seu primeiro filme, True Love, em 1989. Ela atuou em filmes como What About Bob?, Jersey Girl, e Illuminata. Turturro também interpretou pequenos papéis em Sleepers e Deep Blue Sea.
Ela também apareceu no filme de 2005 Romance & Cigarettes, dirigido por seu primo John. Turturro também atuou em Money Train.
Em 2021 ela entrou para o elenco de Call Jane, filme dirigido por Phyllis Nagy.

### Televisão
Entre os anos de 2000 e 2007, Turturro interpretou Janice Soprano em 49 episódios de The Sopranos, o que a levou a ser indicada duas vezes ao Emmy do Primetime de melhor atriz coadjuvante em série dramática, em 2001 e 2007.
Em 2009, Turturro interpretou Bobbi Catalano em "Bite Me", episódio da sexta temporada da série Medium, da CBS. Ela também apareceu no episódio "Car Periscope", da oitava temporada de Curb Your Enthusiasm.
Em 2012 Turturro atuou em "Day of the Iguana", episódio de Nurse Jackie, onde contracenou com a ex-colega de elenco de The Sopranos Edie Falco. Ela interpretou Laura Vargas, advogada da personagem-título.
Em 2013, Turturro apareceu no episódio "Drawing Dead", na quarta temporada da série Blue Bloods.
Desde 2013 ela tem feito participações especiais em vários episódios de Law & Order: Special Victims Unit, intepretando a juíza Felicia Catano.
Em 2016, Turturro interpretou Maura Figgs, irmã do personagem Jimmy Figgs, na sitcom policial da Fox Brooklyn Nine-Nine. Em 2017, ela apareceu em "Il Mostro", na segunda temporada de Criminal Minds: Beyond Borders.

## Vida pessoal
Em 2001, Turturro foi diagnosticada com diabetes tipo 2. Ela tem trabalhado para aumentar a conscientização pública sobre a artrite reumatóide. Ela mora em Montauk, Nova Iorque.

## Filmografia

### Cinema
| Ano  | Título                          | Papel               | Notas                        |
| ---- | ------------------------------- | ------------------- | ---------------------------- |
| 1989 | True Love                       | Grace               |                              |
| 1991 | What About Bob?                 | Prostituta          |                              |
| 1992 | Mac                             | Esposa              |                              |
| 1992 | Jersey Girl                     | Angie               |                              |
| 1993 | Life with Mikey                 | Moran               |                              |
| 1993 | Manhattan Murder Mystery        |                     |                              |
| 1993 | The Saint of Fort Washington    |                     |                              |
| 1994 | Angie                           | Tina                |                              |
| 1994 | The Search for One-eye Jimmy    | Madame Esther       |                              |
| 1994 | Junior                          | Louise              |                              |
| 1995 | Denise Calls Up                 | Linda               |                              |
| 1995 | Stonewall                       | Garçonete           |                              |
| 1995 | Money Train                     | Mulher no metrô     |                              |
| 1996 | Sleepers                        | Mrs. Salinas        |                              |
| 1996 | Tales of Erotica                | Kim                 | Segmento: "The Dutch Master" |
| 1997 | Made Men                        | Angie               |                              |
| 1997 | Fool's Paradise                 | Susan               |                              |
| 1998 | Fallen                          | Tiffany             |                              |
| 1998 | Too Tired to Die                |                     |                              |
| 1998 | OK Garage                       | Mary                |                              |
| 1998 | Woo                             | Tookie              |                              |
| 1998 | Illuminata                      | Marta               |                              |
| 1998 | Jaded                           | Helen Norwich       |                              |
| 1998 | Celebrity                       | Olga                |                              |
| 1998 | Crossfire                       | Miss Pasquantonio   |                              |
| 1999 | The 24 Hour Woman               | Brenda              |                              |
| 1999 | 24 Nights                       | Marie               |                              |
| 1999 | Deep Blue Sea                   | Brenda Kerns        |                              |
| 1999 | Mickey Blue Eyes                | Garçonete           |                              |
| 1999 | Freak Weather                   | Glory               |                              |
| 1999 | Bringing Out the Dead           | Enfermeira Crupp    |                              |
| 1999 | Play It to the Bone             | Garçonete grega     |                              |
| 2000 | Joe Gould's Secret              | Garçonete           |                              |
| 2001 | Crocodile Dundee in Los Angeles | Jean Ferraro        |                              |
| 2001 | Sidewalks of New York           | Shari               |                              |
| 2004 | 2BPerfectlyHonest               | Emily / Gina        |                              |
| 2005 | Romance & Cigarettes            | Rosebud             |                              |
| 2010 | A Little Help                   | Nancy Feldman       |                              |
| 2011 | Mozzarella Stories              | Autilia             |                              |
| 2013 | Fading Gigolo                   | Esposa do motorista |                              |
| 2014 | Rob the Mob                     | Anna                |                              |
| 2017 | Making a Killing                | Connie              |                              |
| 2018 | Head Full of Honey              | Margaret            |                              |
| TBA  | Call Jane                       |                     | Pós-produção                 |

### Televisão
| Ano       | Título                            | Papel                       | Notas                            |
| --------- | --------------------------------- | --------------------------- | -------------------------------- |
| 1990–1996 | Law & Order                       | Vários                      | 3 episódios                      |
| 1993      | TriBeCa                           | Manicure                    | "The Hopeless Romantic"          |
| 1995      | The Wright Verdicts               | Lydia                       | Papel principal                  |
| 1995      | New York News                     | Gina                        | "A Question of Truth"            |
| 1996      | Mr. &amp; Mrs. Smith              | Rox                         | 2 episódios                      |
| 1997      | The Practice                      | Produtora de comercial      | "Race with the Devil"            |
| 2000–2007 | The Sopranos                      | Janice Soprano              | Papel principal (temporadas 2–6) |
| 2004      | Wild Card                         | Maddy                       | "Premonition Mission"            |
| 2008      | ER                                | Sheryl Hawkins              | 3 episódios                      |
| 2009      | Medium                            | Bobbi Catalano              | "Bite Me"                        |
| 2010      | Mercy                             | Evelyn                      | "That Crazy Bitch Was Right"     |
| 2011      | Curb Your Enthusiasm              | Gabby                       | "Car Periscope"                  |
| 2012      | Nurse Jackie                      | Laura Vargas                | "Day of the Iguana"              |
| 2013      | Blue Bloods                       | Miss Dominga                | "Drawing Dead"                   |
| 2013–2021 | Law & Order: Special Victims Unit | Juíza Felicia Catano        | Papel recorrente                 |
| 2016      | Unforgettable                     |                             | "The Return of Eddie"            |
| 2016      | Brooklyn Nine-Nine                | Maura Figgis                | 2 episódios                      |
| 2016      | The Night Of                      | Funcionária da reabilitação | "The Art of War"                 |
| 2017      | Grey's Anatomy                    | Lynne Gagliano              | "It Only Gets Much Worse"        |
| 2017      | Criminal Minds: Beyond Borders    | Carmela Tafani              | "Il Mostro"                      |
| 2017–     | The Blacklist                     | Heddie Hawkins              | Papel recorrente                 |
| 2020      | Power Book II: Ghost              | Juíza Janine Galanti        | "The Stranger"                   |
| 2021      | What We Do in the Shadows         | Gail                        | "Gail"                           |
| 2025      | Good American Family              | Myra Grant                  |                                  |